# علامة في حياتك (ألبوم)
علامة في حياتك (2008) هو الألبوم الغنائي الثاني لعمرو مصطفى. احتوى على عشر اغاني سجلها، وقام بتوزعيها جميعاً موزعون غير عرب من: إسبانيا، تركيا، المجر وهنغاريا. وقد قامت شركة مزيكا بإنتاج الالبوم. الجدير بالذكر أن عمرو مصطفى قام بتلحين جميع اغاني الالبوم بنفسه.

## خلافات قبل الألبوم
بعد صدور البومه الأول ايامي، كان من المقرر ان يطرح عمرو البومه الجديد مع شركة ميلودي. ولكن نشبت مشاكل وخلافات بين عمرو مصطفى والمنتج الفني جمال مروان صاحب شركة ميلودي مما نتج عنه انفصال الطرفان. وكان ذلك بمثابة دافع لعمرو لعمل الالبوم مختلف كليا من ناحية جودة ومستوى الصوت وناحية الالحان ونوع الموسيقى من ناحية أخرى.

## تعاون اجنبي
قام الفنان عمرو مصطفى وكأول مره على مستوى الفنانين المصريين بتسجيل جميع اغنيات البومه في الخارج. حيث قام بستجيله في كلاً من إسبانيا، تركيا وهنغاريا.أيضاً، لم يكتفِ بالتسجيل الاجنبي، بل استعان بموزعين من جنسيات اوربية مختلفه غير انه استعان بموزعان مصريان للمشاركة في توزيع اغنياتان.

## قائمة اغاني الالبوم
احتوى البوم علامة في حياتك على عشرة اغاني. هي:
| م | الأغنية        | البلد   | توزيع              | م  | الأغنية           | البلد   | توزيع         |
| - | -------------- | ------- | ------------------ | -- | ----------------- | ------- | ------------- |
| 1 | أول ماقول      | أسبانيا | TONI & XAS& Rocket | 6  | سرحت فيك          | هنغاريا | Gergo & Gabor |
| 2 | علامة في حياتك | تركيا   | Emre & أحمد عادل   | 7  | منساش             | تركيا   | Emre          |
| 3 | ياريت          | هنغاريا | Gergo & Gabor      | 8  | زعلان عليك        | هنغاريا | Tamas Keleman |
| 4 | حلمت بيك       | أسبانيا | TONI & XASQUI      | 9  | أيامنا فين        | هنغاريا | Gergo & Gabor |
| 5 | يشهد عليا      | هنغاريا | Tamas Keleman      | 10 | يشهد عليا (ريمكس) | هنغاريا | Tamas Keleman |

## شعراء الالبوم
استعان عمرو مصطفى بثلاث شعراء في الالبوم، هم خالد تاج الدين وتامر حسين وعز الدين عباس.